# 吉村和文
吉村 和文（よしむら かずふみ、1960年（昭和35年）1月25日 - ）は、日本の実業家。ダイバーシティメディア、ムービーオン、東北ケーブルテレビネットワークなど複数の企業で経営者を務めている。

## 人物
山形市長や山形県議会議員を歴任した吉村和夫の長男として山形県山形市に生まれる。
政治家である父の背中を見て育ったため、いつの日か自分も政界入りしたいとの存念を抱いてきた。
1990年（平成2年）、父は雪辱を期すため山形市長選に再出馬するも、金澤忠雄に惜敗する。父を支援する為に2度にわたってサラリーマンを辞め、秘書として奔走していた吉村にとって、現実はあまりにも厳しく意気消沈するが、気を取り直し政治ではなくメディアによって山形を変えようと思い立ち、同志を募り県内企業500社に日参し50社から200万円ずつ出資を得て、1992年（平成4年）資本金1億円でケーブルテレビ山形を設立。2011年（平成23年）6月、同社社長に就任する。
2013年（平成25年）に創立された山形県に誕生する男子プロバスケットボールチーム「パスラボ山形ワイヴァンズ」の設立を主導した他、翌年7月には、オールジャパン・プロレスリング会長に就任し、株主として支援するとしている。
「時森ししん」名義で作詞家、作曲家としての活動も行っており、村井美樹に『サイレントシーン』（作詞・作曲）、『ノスタルジア』（作曲のみ）を提供した。

## 家族・親族
- 父は元山形市長の吉村和夫。弟の吉村和武は山形県議会議員。
- 息子はグレープカンパニー所属のお笑いコンビ「あがすけ」の吉村和彬。
- 従兄の妻は現山形県県知事の吉村美栄子。

## 経歴
- 1979年：山形県立山形南高等学校卒業。
- 1983年：東海大学政治経済学部卒業。山形県経済農業協同組合連合会勤務等を経て、父の秘書を務める。
- 1990年10月：ケーブルテレビ山形準備委員会事務局長に就任。
- 1992年 9月：株式会社ケーブルテレビ山形設立とともに代表取締役専務に就任。
- 2001年10月：株式会社バーチャルシティやまがた設立とともに代表取締役専務に就任。
- 2004年10月：株式会社MOVIE ON設立とともに代表取締役に就任。
- 2004年11月：株式会社YCC情報システム取締役に就任。
- 2005年 5月：山形国際ムービーフェスティバル（YMF）運営委員長に就任。
- 2005年12月：株式会社MOVIE ON代表取締役社長に就任。
- 2006年 1月：株式会社山形コミュニティデータセンタ専務取締役に就任。
- 2006年 3月：株式会社イノベーションデザイン代表取締役社長に就任。
- 2006年 4月：日本テクト株式会社顧問に就任。
- 2006年 4月：株式会社東北ケーブルテレビネットワーク代表取締役社長に就任。
- 2007年12月 ：岩手ケーブルテレビジョン株式会社代表取締役副社長に就任。
- 2008年 6月：株式会社山形コミュニティデータセンタ代表取締役専務に就任。
- 2008年12月：株式会社バーチャルシティやまがた代表取締役社長に就任。
- 2008年12月：岩手ケーブルテレビジョン株式会社取締役に就任。
- 2010年 9月：株式会社イノベーションデザイン取締役に就任。
- 2011年 3月 ：学校法人東海山形学園 東海大学山形高等学校理事長に就任。
- 2011年 6月 ：株式会社ケーブルテレビ山形代表取締役社長に就任。
- 2013年 8月 ：株式会社パスラボ代表取締役社長に就任。
- 2013年 9月 ：株式会社モンテディオ山形取締役就任。
- 2014年 7月：株式会社全日本プロレス・イノベーション及びオールジャパン・プロレスリング株式会社取締役会長就任。
- 2016年11月: ヤマニ醤油醸造株式会社取締役
- 2017年 6月：公益社団法人山形交響楽協会理事
- 2017年９月: 新スタジアム推進事業株式会社取締役に就任

- 山形県情報化推進懇話会委員
- IT・山形推進戦略顧問
- 協同組合日本映像事業協会東北地区支部長
- 日本映像学会正会員
- 世界平和都市会議in山形平和研究部会委員
- バーチャルシティやまがた勉強会事務局長
- ケーブルテレビ山形ラブアンドピース基金理事長
- 山形県トランポリン協会副会長
- 山形県バスケットボール協会顧問
- 山形フィルム・コミッション実行委員会
- 黒田吉隆公式サポーターズクラブ代表
- 経済産業省東北知己コンテンツ産業振興懇談会委員
- 2008年第4回スペシャルオリンピックス日本冬季ナショナルゲーム実行委員
- スペシャルオリンピックス日本40周年NEXTイベント事務局長
- 山形市エアロビック協会会長
- フロアホッケーチームLOVE&PEACE監督
- 山形県興行生活衛生同業組合理事長
- 公益財団法人山形県生活衛生営業指導センター理事
- 公益社団法人べにばな霊園顧問
- 日本ケーブルテレビ連盟東北支部
- プロバスケットボールチーム設立準備委員会　会長
- 東北情報通信懇談会　運営委員会委員
- 東北情報通信懇談会　情報通信普及促進委員会委員
- 一般社団法人モッシェやまがた理事
- 山形ブランド特命大使
- 新スタジアム推進事業体設立発起人会委員

## 地域活動
- 東海大学同窓会山形支部代議員（2001年9月 - ）
- 山形県立山形南高等学校同窓会副会長（2001年12月 - ）
- 山形市立第八小学校ＰＴＡ顧問（2003年4月 - ）
- 社会福祉法人愛泉会協力会会長（2012年3月 - ）
- 剣詩舞道・葵電瞱流後援会副会長（2012年7月 - ）
- 山形市立第一中学校同窓会副会長（2012年9月 - ）